# Geville
Geville település Franciaországban, Meuse megyében. Lakosainak száma 627 fő (2022. január 1.). Geville Mandres-aux-Quatre-Tours, Royaumeix, Boucq, Euville, Vignot, Frémeréville-sous-les-Côtes és Broussey-Raulecourt községekkel határos.

## Népesség
A település népességének változása:
| Lakosok száma | 612  | 625  | 638  | 620  | 618  | 617  | 619  | 612  | 627  |
|               | 2013 | 2015 | 2016 | 2017 | 2018 | 2019 | 2020 | 2021 | 2022 |